# Coca-Cola Kid (videojuego)
Coca-Cola Kid (コカコーラキッド?) es un videojuego japonés exclusivo de acción-plataforma scroll lanzada en 1994. El juego de estrella, Coca-Cola Kid, la mascota japonesa de Coca-Cola de los '90. Además de un comunicado independiente, también se incluye en un paquete especial de color rojo de Game Gear.